# ×Lindsaeosoria
×Lindsaeosoria, monotipski rod papratnica iz porodice Lindsaeaceae, dio je reda osladolike. Jedina vrsta je xL. ×flynnii, hibrid sa otoka Kauai na Havajima.
Formula mu je Lindsaea ensifolia x Odontosoria chinensis.